# Paul Arku
Paul Arku (Luik, 2 november 1947 - Sint-Lambrechts-Woluwe, 25 december 2011) was een Belgisch politicus voor onder andere het Vlaams Blok en het FN. 

## Levensloop
Arku werd stoffeerder.
In oktober 2000 werd hij voor het Vlaams Blok verkozen tot gemeenteraadslid van Evere. In 2004 stapte hij echter uit de partij omdat hij het als Franstalige niet eens was met het Vlaams separatisme van de partij. Kort nadien stapte hij over naar het Belgische FN en werd voor deze partij in 2004 verkozen tot Brussels Hoofdstedelijk Parlementslid. Begin 2005 kwam hij echter in conflict met partijvoorzitter Daniel Féret en werd uit de partij gezet.
Vervolgens sloot zich aan bij het Force Nationale van de voormalige FN'ers Francis Detraux en Juan Lemmens, maar werd in december 2005 ook uit deze partij gezet. Daarna richtte hij zijn eigen partij op: het Front démocratique Bruxellois. In 2006 werd hij niet meer herkozen tot gemeenteraadslid en in 2009 verloor hij ook zijn parlementszetel. 
In 2010 ging het "Front démocratique Bruxellois" opnieuw op in het Front National. Arku stond op de lijst van de Kamer van volksvertegenwoordigers in de kieskring Brussel-Hoofdstad bij de verkiezingen in dat jaar, maar werd niet verkozen.
In december 2011 overleed hij aan de gevolgen van een hartinfarct.